# Dombe (langue)
Pour les articles homonymes, voir Dombe.
Le dombe est une langue bantoue parlée au Zimbabwe. Elle est proche du tsonga (ou shangani) et du nambya.
Le nombre total de locuteurs était estimé à 5 430 en 2006. 